# 3247 Di Martino
Di Martino (asteróide 3247) é um asteróide da cintura principal com um diâmetro de 13,75 quilómetros, a 2,0762571 UA. Possui uma excentricidade de 0,1268974 e um período orbital de 1 339,42 dias (3,67 anos).
Di Martino tem uma velocidade orbital média de 19,31455966 km/s e uma inclinação de 3,93245º.
Este asteróide foi descoberto em 30 de Dezembro de 1981 por Edward Bowell.